# Заслужений тренер СРСР
Заслужений тренер СРСР — почесне спортивне звання (1956—1992). Надавалося радянським тренерам, що найбільше відзначилися у вихованні та підготовці майстрів спорту, чемпіонів і рекордсменів СРСР, Європи та світу, а також за плідну багаторічну діяльність по підготовці кваліфікованих спортсменів, розробку передових методів навчання і тренування та активну участь у громадському житті, а в 1992 році — тренерам за досягнення їх вихованців в складі  Об'єднаної команди.

## Історія

### Передісторія
У 1934 році було засновано звання «Заслужений майстер спорту» (ЗМС), яке до середини 1950-х років могло бути присвоєно не тільки спортсменам, а й тренерам за сукупністю всіх заслуг в спорті, включаючи і тренерські.

### Заснування звання
Звання було засновано 24 березня 1956 года Головним управлінням по фізичній культурі і спорту при Міністерстві охорони здоров'я СРСР (в той час — вищий орган з управління спортом в СРСР) У постанові, опублікованому в газеті «Советский спорт» 31 березня 1956 року народження, говорилося:

Звання «присвоюється тренерам, які досягли видатних успіхів у вихованні та підготовці майстрів спорту, чемпіонів і рекордсменів СРСР, Європи та світу, а також за плідну багаторічну діяльність по підготовці кваліфікованих спортсменів, розробку передових методів навчання і тренування та активну участь у громадському житті.»

Додаток до Наказу 
 від 24 березня 1956 р № 84:
1. Звання «Заслужений тренер СРСР» присвоюється Комітетом з фізичної культури і спорту при Раді Міністрів СРСР тренерам по спорту:
А) досягли видатних успіхів у вихованні та підготовці майстрів спорту, чемпіонів і рекордсменів СРСР, Європи та світу;
Б) за плідну багаторічну діяльність по підготовці кваліфікованих спортсменів, розробку передових методів навчання і тренування та активну участь у громадському житті.
2. Звання «Заслужений тренер СРСР» є почесним довічним званням.
3. Розгляд кандидатур на присвоєння звання «Заслужений тренер СРСР» проводиться Комітетом з фізичної культури і спорту при Раді Міністрів СРСР за поданням комітетів з фізичної культури і спорту союзних республік, р.р. Москви, Ленінграда, добровільних спортивних товариств, міністерств, відомств і відповідних спортивних секцій.
4. Особам, яким присвоюється звання «Заслужений тренер СРСР», видається нагрудний знак і посвідчення.

## Перші лауреати
Список перших володарів звання «Заслужений тренер СРСР» опубліковано у газеті «Советский спорт» 7 серпня 1956 року, в період проведення фінальних змагань Спартакіади народів СРСР; до нього ввійшло 53 тренери з 18 видів спорту. Відзнаку №1 отримав легкоатлетичний тренер Віктор Алексєєв, «Заслужений майстер спорту СРСР», який підготував декілька відомих метальників, серед яких олімпійська чемпіонка 1952 року Галина Зибіна. Пізніше В. І. Алексєєв став найбільш титулованим тренером у СРСР.
|                       | |  |
|                       | |  |
| легка атлетика        | Віктор Алексєєв, Микола Денисов, Дмитро Іонов, Дмитро Марков, Григорій Никифоров, Микола Озолін, Зосима Синицький, Леонід Хоменков, Євген Шукевич, Валентин Петровський. |  |
| гімнастика            | Борис Астаф'єв, Георгій Єгнаташвілі, Семен Карагезян, Олександр Мишаков, Микола Попов                                                                                    |  |
| ковзанярський спорт   | Іван Аніканов, Костянтин Кудрявцев, Євген Сопов. |  |
| велосипедний спорт    | Марія Осадча, Леонід Шелешньов. |  |
| лижний спорт          | Олексій Баженов, Дмитро Васильєв, Андрій Карпов, Володимир Серебряков.                                                                                                   |  |
| класична боротьба     | Василь Анісімов, Олексій Катулов, Олександр Соловов. |  |
| вільна боротьба       | Едгар Пуусепп, Михайло Тіканадзе. |  |
| важка атлетика        | Яків Куценко, Ян Спарре, Микола Шатов. |  |
| бокс                  | Костянтин Градополов, Борис Денисов, Віктор Огуренков. |  |
| баскетбол             | Георгій Авалішвілі, Степан Спандарян. |  |
| волейбол              | Валентина Осколкова, Анатолій Чинилін. |  |
| хокей із шайбою       | Володимир Єгоров, Анатолій Тарасов, Аркадій Чернишов. |  |
| шахи                  | Петро Романовський |  |
| плавання              | Клавдія Альошина, Йосип Махін. |  |
| академічне веслування | Євген Кабанов, Віра Савримович, Петро Сергєєв. |  |
| кульова стрільба      | Ілля Андрєєв, Ілля Іохельсон, Борис Шишагін. |  |
| стендова стрільба     | Володимир Макєєв, Петро Шинкаренко. |  |
| футбол                | Гаврило Качалін. |  |

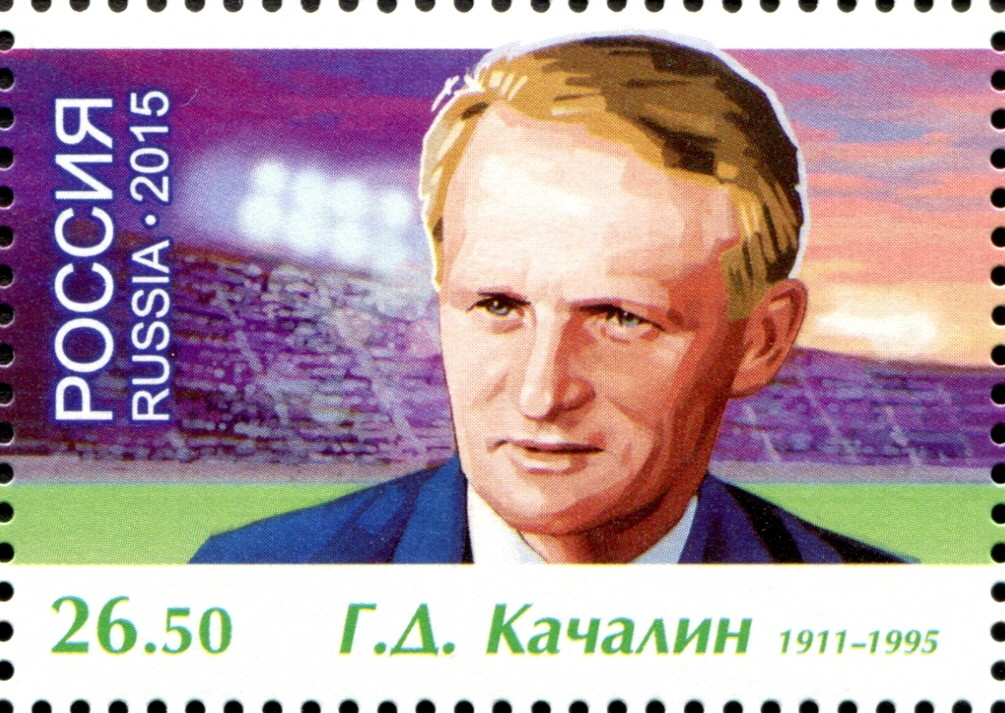
Гаврило Качалін
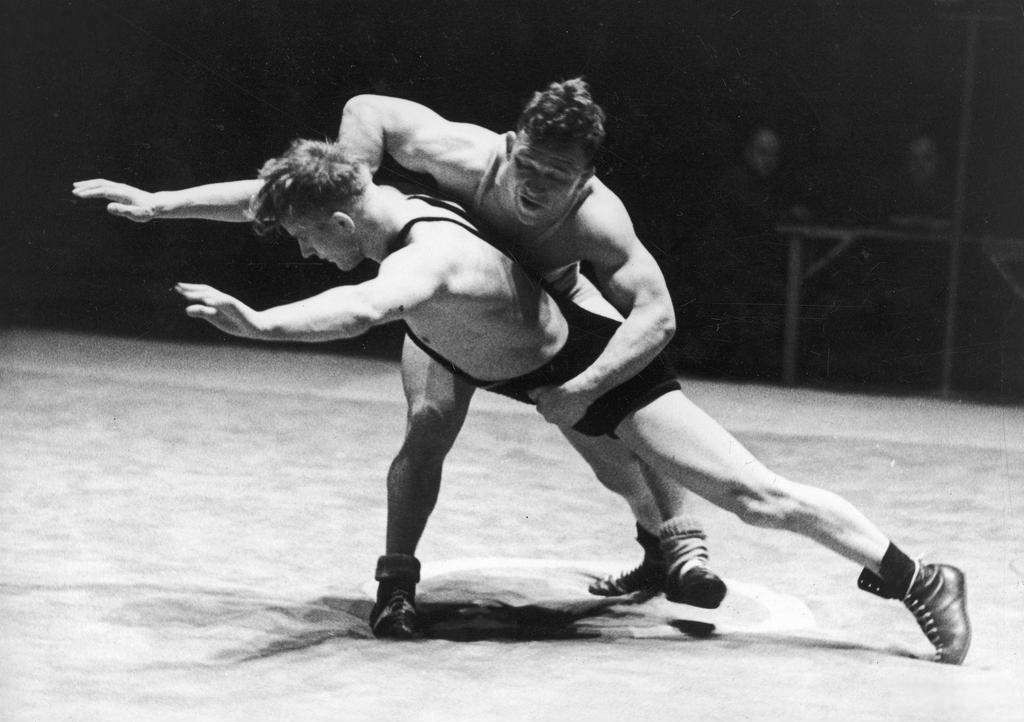
Едгар Пуусепп

## Шахи

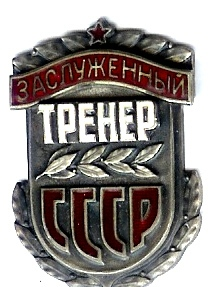
Нагрудний знак зт СРСР

Список тренерів з шахів, яким присвоїли звання зт СРСР:
|      |                                                                    |  |
|      |                                                                    |  |
| 1956 | Петро Романовський.                                                |  |
| 1957 | Вахтанг Карселадзе, Олександр Константинопольський.                |  |
| 1958 | Володимир Зак                                                      |  |
| 1959 | Григорій Равінський                                                |  |
| 1960 | Сурен Абрамян, Олександр Кобленц                                   |  |
| 1962 | Рашид Нежметдінов, Яків Рохлін, Михайло Шишов                      |  |
| 1963 | Олександр Толуш                                                    |  |
| 1964 | Ісаак Болеславський                                                |  |
| 1965 | Юхим Геллер, Григорій Гольдберг, Борис Персіц, Олексій Сокольський |  |
| 1966 | Ігор Бондаревський                                                 |  |
| 1968 | Юхим Коган, Абрам Хасін                                            |  |
| 1971 | Георгій Гачечиладзе                                                |  |
| 1973 | Віктор Карт, Семен Фурман                                          |  |
| 1975 | Анатолій Биховський, Бухуті Гургенідзе                             |  |
| 1976 | Айварс Гіпсліс                                                     |  |
| 1978 | Юрій Балашов, Ігор Зайцев                                          |  |
| 1981 | Едуард Гуфельд                                                     |  |
| 1984 | Володимир Юрков                                                    |  |
| 1986 | Олександр Нікітін                                                  |  |

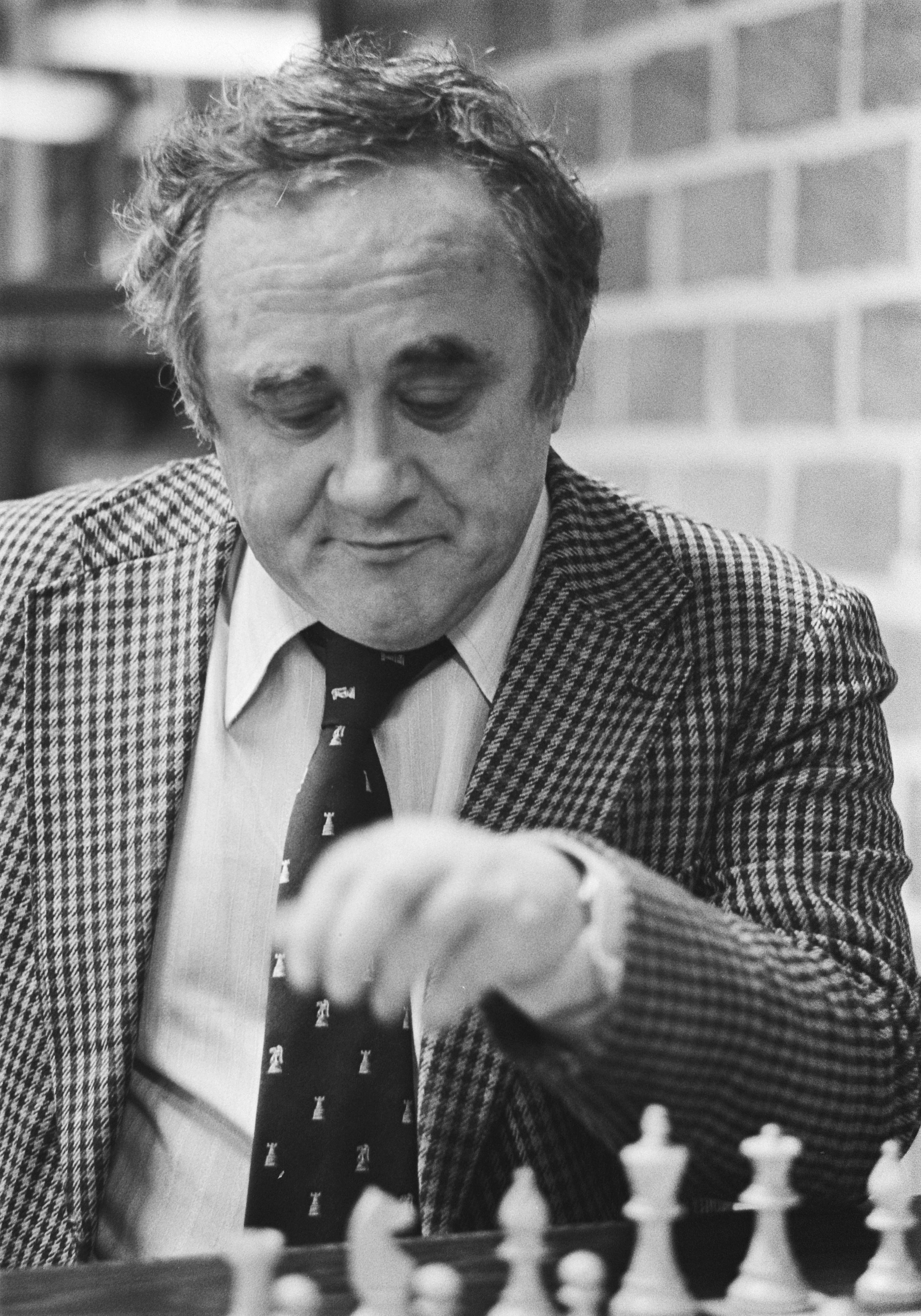
Юхим Геллер
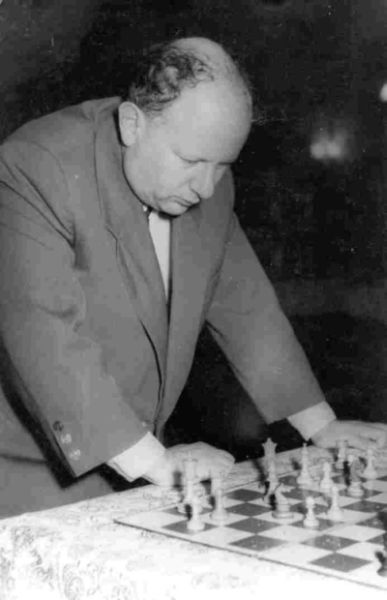
Ісаак Болеславський
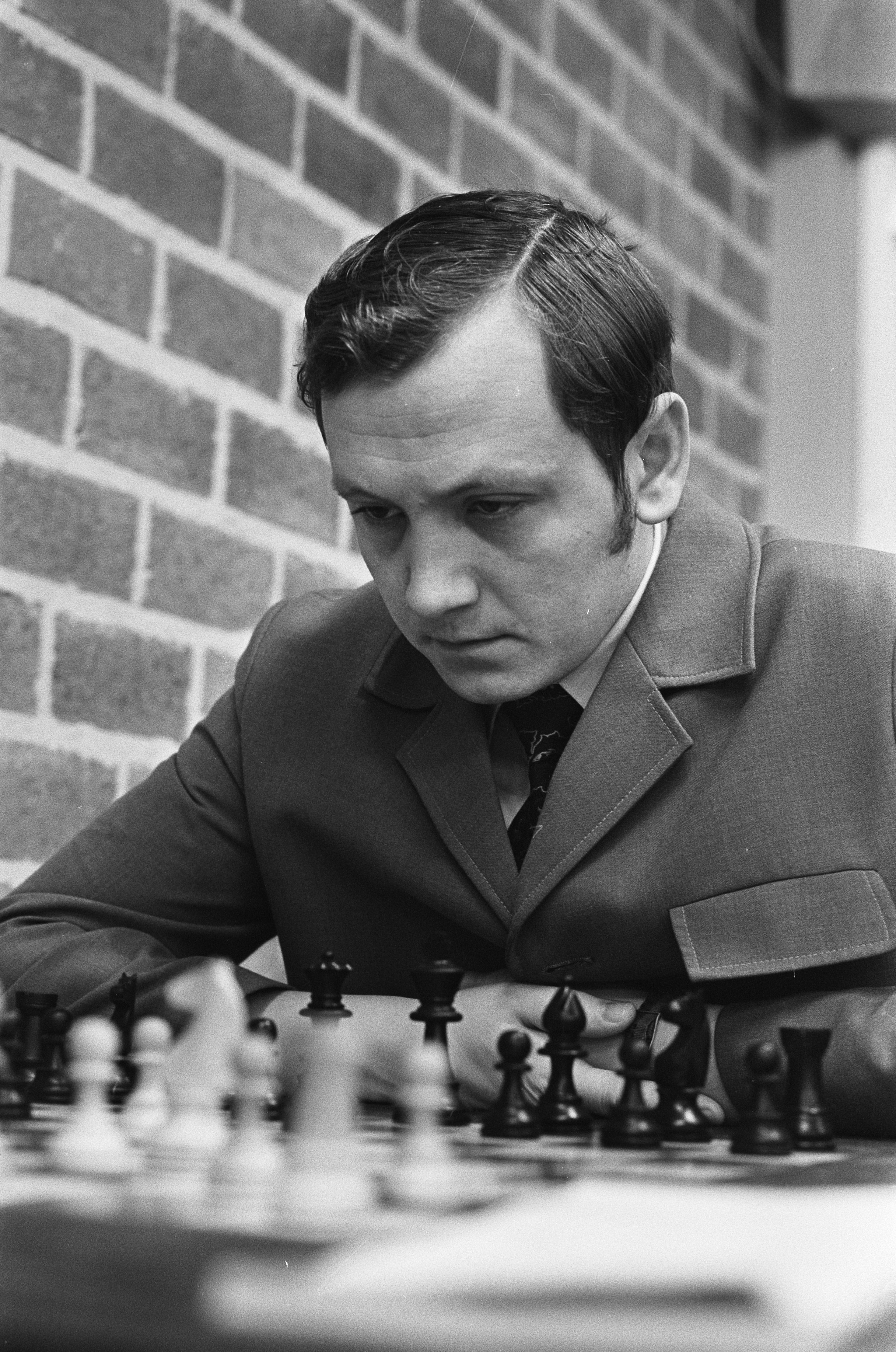
Юрій Балашов

## Футбол
Список футбольних тренерів, яким присвоїли звання зт СРСР:
|      | |  |
|      | |  |
| 1956 | Гаврило Качалін. |  |
| 1957 | Борис Аркадьєв, Борис Апухтін, Володимир Блінков, Михайло Бозененков, Микола Гуляєв, Михайло Корсунський, Микола Нікітін, Григорій Пінаїчев, Микола Рожнов, Михайло Якушин, Володимир Степанов. |  |
| 1958 | Сергій Домбазов, Давид Цомая. |  |
| 1960 | Ашот Аракелов, Андрій Жорданія, Віктор Маслов, Микола Фоміних, Нестор Чхатарашвілі. |  |
| 1963 | Олександр Келлер. |  |
| 1964 | Олександр Пономарьов, Олег Ошенков. |  |
| 1965 | Євген Лядін. |  |
| 1967 | Володимир Івашков, Микола Морозов, Сергій Сіхарулідзе, Артем Фальян, Володимир Елошвілі. |  |
| 1968 | Костянтин Бєсков, Анатолій Норакідзе, Олександр Севідов. |  |
| 1969 | Віктор Карпов. |  |
| 1970 | Валентин Ніколаєв, Микита Симонян. |  |
| 1975 | Олег Базилевич, Валерій Лобановський. |  |
| 1977 | Сергій Мосягін. |  |
| 1981 | Нодар Ахалкаці. |  |
| 1988 | Валентин Іванов. |  |
| 1989 | Анатолій Бишовець, Володимир Гаврилов, Євген Єлисєєв, Беньямінас Зелькявічюс, Євген Кучеревський, Едуард Малофєєв, Юрій Морозов, Володимир Сальков.                                             |  |
| 1990 | Алекпер Мамедов, Володимир Радіонов, Сергій Шапошников. |  |
| 1992 | Герман Зонін, Віталій Кулібабенко, Шаріф Назаров. |  |

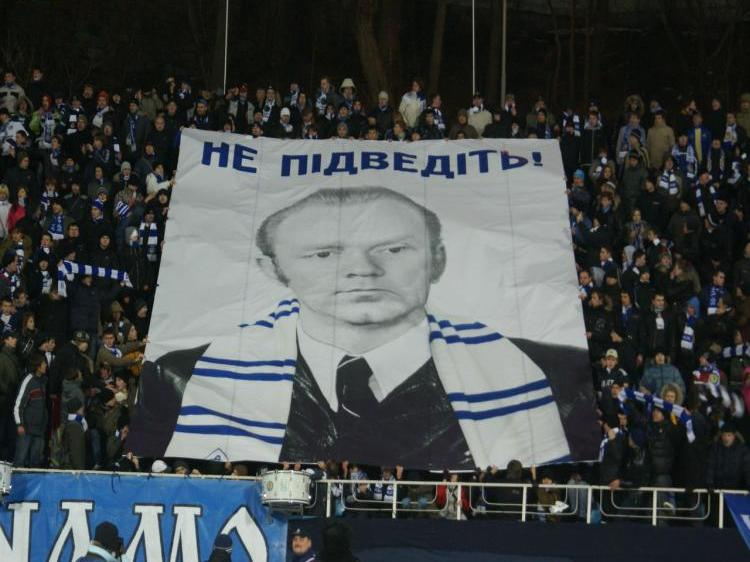
Валерій Лобановський на банері уболівальників «Динамо» (Київ)
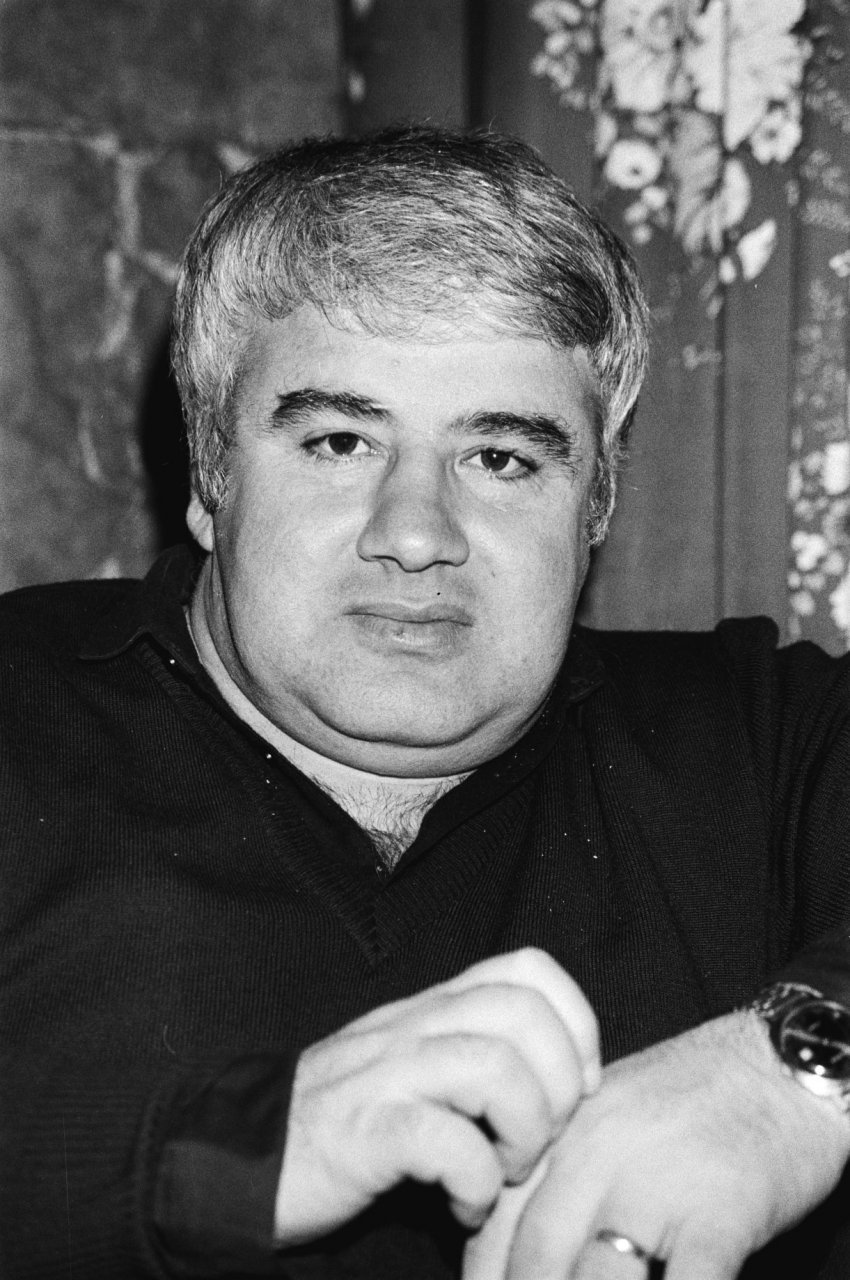
Нодар Ахалкаці

## Хокей із шайбою
Список хокейних тренерів, яким присвоїли звання зт СРСР:
|      |                                                                     |
|      |                                                                     |
| 1956 | Володимир Єгоров, Анатолій Тарасов, Аркадій Чернишов.               |
| 1957 | Сергій Захватов                                                     |
| 1965 | Микола Епштейн, Олександр Ігумнов                                   |
| 1967 | Всеволод Бобров, Григорій Мкртичан, Анатолій Кострюков              |
| 1969 | Борис Кулагін, Сергій Мітін                                         |
| 1971 | Юрій Баулін, Микола Пучков                                          |
| 1976 | Костянтин Локтєв, Володимир Юрзінов                                 |
| 1978 | Віктор Тихонов                                                      |
| 1979 | Віталій Давидов                                                     |
| 1981 | Микола Карпов                                                       |
| 1982 | Юрій Мойсеєв                                                        |
| 1988 | Ігор Дмитрієв                                                       |
| 1989 | Анатолій Богданов, Володимир Васильєв, Геннадій Цигуров             |
| 1990 | Ігор Тузик                                                          |
| 1991 | Петро Дубровін                                                      |
| 1992 | Роберт Черенков, Олександр Якушев, Олександр Зарубін, Юрій Корольов |